# Calliprason elegans
Calliprason elegans är en skalbaggsart som först beskrevs av Sharp 1877.  Calliprason elegans ingår i släktet Calliprason och familjen långhorningar. Inga underarter finns listade.